# Emil Hammer Orgelbau
Emil Hammer Orgelbau  är ett tyskt företag som renoverar och tillverkar orglar. De har sitt säte i Hiddestorf. 

## Historia
Orgelbyggeriet Ph. Furtwängler grundades 1838 i Elze av Philipp Furtwängler (1800–1867). År 1854 bytte företaget namn till Ph. Furtwängler & Sohn, då hans äldsta son Wilhelm började arbeta i företaget. Hans yngsta son Pius blev också att arbeta som orgelbyggare 1862 och då bytte företaget namn till Ph. Furtwängler & Söhne. Philipp Furtwängler avled 9 juli 1867 och sönerna tog då över faderns orgelbyggeri. 1883 avled Wilhelm Furtwängler. Samma år gick Pius i kompanjonskap med orgelbyggaren Adolf Hammer. De flyttade då verksamheten till Hannover.
Hammer var lärling till Philipp Furtwängler och företaget bytte nu namn till P. Furtwängler und Hammer — Hannover. Efter Hammers död 1921 tog sonen Walter Hammer över verkstaden.
1937 tog Walter Hammers brorson Emil Hammer över orgelbyggeriet. Företaget bytte då namn till Emil Hammer Orgelbau. Hammer avled i december 1958 och hans son Christan Eickhoff tog över företaget. Eickhoff sålde företaget 2007 till orgelbyggarföretaget Reichensten. Samtidigt tog Georg Schloetmann över ledning för verkstaden. 2008 flyttade företaget till Hiddestorf.

## Orglar

### Furtwängler & Hammer
Lista över orglar byggda under Furtwängler & Hammers period med ursprunglig disposition.

#### Sverige
| År        | Ursprunglig kyrka           | Stift      | Bild | Manualer | Pedal        | Stämmor | Bevarad orgel/fasad | Övrigt |
| --------- | --------------------------- | ---------- | ---- | -------- | ------------ | ------- | ------------------- | --- |
| 1920      | Kungsängens kyrka           | Uppsala    |      | 2        | Självständig | 20      | Nej/Ja              | Fasaden som användes var från 1832 års orgel byggd av Pehr Zacharias Strand, Stockholm. En ny orgel byggdes 1970 av Olof Hammarberg, Göteborg.                                                                                 |
| 1920–1921 | Helga Trefaldighets kyrka   | Uppsala    |      |          |              |         | Nej/Nej             | Orgeln omdisponerades 1934–1935 av Bo Wedrup, Uppsala och hade då 48 stämmor, tre manualer med pedal. En ny orgel byggdes 1992 av Robert Gustavsson Orgelbyggeri AB, Härnösand.                                                |
| 1921      | Vätö kyrka                  | Uppsala    |      | 2        | Självständig | 14      | Ja/Ja               | [ 5 ] |
| 1921      | Riala kyrka                 | Uppsala    |      |          |              |         |                     | 1941 och 1948 ombyggdes och tillbyggdes orgeln av Bo Wedrup, Uppsala. |
| 1921      | Danmarks kyrka              |            |      | 2        | Självständig | 20      | Ja/Ja               | Orgeln omdisponerades 1935 av Bo Wedrup, Uppsala. 1958 flyttade orgeln till Bengtsfors missionskyrka och försågs med ny fasad av Lindegrens Orgelbyggeri AB, Göteborg. 1987 renoverades orgeln av Jan-Erik Straubel, Karlstad. |
| 1921      | Oskarshamns missionskyrka   |            |      | 2        | Självständig | 12      | Ja/Ja               | Orgeln renoverades 1974 av Gunnar Carlsson, Borlänge. |
| 1921      | Surte kyrka                 | Göteborgs  |      |          |              | 7       | Nej/Nej             | En ny orgel byggdes 1965 av Lindegrens Orgelbyggeri AB, Göteborg. |
| 1922      | Ekeby kyrka                 | Uppsala    |      | 2        | Självständig | 14      | Ja/Ja               | Orgeln omdisponerades 1944 av Bo Wedrup, Uppsala. |
| 1922      | S:t Johannis kyrka, Uppsala |            |      | 2        | Självständig | 29      | Ja/Ja               | Orgeln har förändrats ett flertal gånger. |
| 1922      | Missionskyrkan, Uppsala     |            |      |          |              |         | Nej/Nej             | Orgeln utökades 1938 av Bo Wedrup, Uppsala och 1951 av Åkerman & Lunds Nya Orgelfabriks AB, Sundbyberg. Orgeln hade efter utökningen 27 stämmor. En ny orgel byggdes 1985 av Nils-Olof Berg, Nye.                              |
| 1922      | Kolbäcks kyrka              | Västerås   |      |          |              | 18      | Nej/Ja              | Fasaden som användes till orgeln var från 1840 års orgel byggd av Pehr Gullbergson, Lillkyrka. En ny orgel byggdes 1981 av Olof Hammarberg, Göteborg.                                                                          |
| 1922      | Tillberga kyrka             | Västerås   |      |          |              |         | Nej/Nej             | Orgeln byggdes om 1954 av E A Setterquist & Son, Örebro och hade då 12 stämmor. En ny orgel byggdes 1986 av Olof Hammarberg, Göteborg.                                                                                         |
| 1922      | Stenkyrka kyrka             | Göteborgs  |      |          |              | 24      | Nej/Nej             | En ny orgel byggdes 1962 av Olof Hammarberg, Göteborg. |
| 1923      | Hofors kyrksal              | Uppsala    |      |          |              | 13      | Nej/Nej             | En ny orgel byggdes 1957 av Grönlunds Orgelbyggeri AB, Gammelstad. |
| 1923      | Frösthults kyrka            | Uppsala    |      | 2        | Självständig | 17      | Ja/Ja               | Orgeln omdisponerades 1947 av Bo Wedrup, Uppsala och 1975 av Gunnar Carlsson, Borlänge. |
| 1923      | Rytterne kyrka              | Västerås   |      | 2        | Självständig | 22      | Ja/Ja               | Fasaden är från 1842 års orgel byggd av Johan Lambert Larsson, Ystad. |
| 1923      | Söderbärke kyrka            | Västerås   |      | 2        | Självständig | 28      | Nej/Ja              | Fasaden som användes var från 1795 års orgel byggd av Nils Söderström, Nora. En ny orgel byggdes 1967 av Åkerman & Lund, Knivsta.                                                                                              |
| 1923      | Börrums kyrka               | Linköpings |      | 2        | Självständig | 8       | Nej/Nej             | En ny orgel byggdes 1968 av Richard Jacoby Orgelverkstad AB, Stockholm. |
| 1923      | Ängelholms kyrka            | Lunds      |      |          |              | 40      | Nej/Nej             | En ny orgel byggdes 1959 av Wilhelm Hemmersam, Köpenhamn. |
| 1924      | Årsunda kyrka               | Uppsala    |      | 2        | Självständig | 16      | Nej/Nej             | En äldre orgel från 1714 av Johan Niclas Cahman, Stockholm sattes upp i kyrkan 1978 av A Magnussons Orgelbyggeri AB, Mölnlycke.                                                                                                |
| 1924      | Vidbo kyrka                 | Uppsala    |      | 2        | Självständig | 10      | Ja/Ja               | 1983 omdisponerades orgeln av Gunnar Carlsson, Borlänge. Fasaden som används till orgeln var byggd 1706 av Isac Risberg. |
| 1924      | Östuna kyrka                | Uppsala    |      | 2        | Självständig | 11      | Nej/Nej             | 1970 omdisponerades orgeln av Åkerman & Lunds Nya Orgelfabriks AB, Knivsta. En ny orgel byggdes 1991 av Nye Orgelbyggeri AB, Nye.                                                                                              |
| 1924      | Hunge kapell                | Härnösands |      | 1        | Självständig | 8       | Ja/Ja               | Orgeln omdisponerades 1948 av E A Setterquist & Son Eftr, Örebro. |
| 1924      | Tvååkers kyrka              | Göteborgs  |      |          |              | 21      | Nej/Nej             | En ny orgel byggdes 1963 av Olof Hammarberg, Göteborg. |
| 1925      | Norrala kyrka               | Uppsala    |      | 2        | Självständig | 28      | Nej/Ja              | Fasaden som användes var från 1822 års orgel byggd av Eric Nordqvist, Nora. En ny orgel byggdes 1973 av Walter Thür Orgelbyggen AB, Torshälla.                                                                                 |
| 1925      | Lena kyrka                  | Uppsala    |      | 2        | Självständig | 17      | Nej/Nej             | En ny orgel byggdes 1966 av Grönlunds Orgelbyggeri AB, Gammelstad. |
| 1925      | Döderhults kyrka            | Växjö      |      |          |              | 17      | Nej/Nej             | En ny orgel byggdes 1964 av Olof Hammarberg, Göteborg. |
| 1925      | Funbo kyrka                 | Uppsala    |      | 2        | Självständig | 15      | Nej/Nej             | En ny orgel byggdes 1961 av Gebrüder Jehmlich, Dresden, Tyskland. |
| 1926      | Ströms kyrka                | Härnösands |      | 2        | Självständig | 20      | Nej/Ja              | Fasaden som användes var från 1862 års orgel byggd av Erik Peter Billström, Sundsvall. En ny orgel byggdes 1973 av Olof Hammarberg, Göteborg.                                                                                  |
| 1927      | Baptistkyrkan, Uppsala      |            |      | 2        | Självständig | 20      | Nej/Ja              | En ny orgel byggdes 1968 av Gebrüder Jehmlich, Dresden, Tyskland. Fasaden är bevarad i kyrkan, men används inte till det nuvarande orgelverket.                                                                                |
| 1927      | Revsunds kyrka              | Härnösands |      | 2        | Självständig | 22      | Ja/Ja               | Orgeln har omdisponerats. |
| 1928      | Alanäs kyrka                | Härnösands |      | 2        | Självständig | 11      | Ja/Ja               | [ 13 ] |

### Emil Hammer
Lista över orglar byggda under Emil Hammers period med ursprunglig disposition.

#### Sverige
| År   | Ursprunglig kyrka       | Stift      | Bild | Manualer | Pedal        | Stämmor | Bevarad orgel/fasad | Övrigt |
| ---- | ----------------------- | ---------- | ---- | -------- | ------------ | ------- | ------------------- | --- |
| 1957 | Svedvi kyrka            | Västerås   |      | 2        | Självständig | 11      | Ja/Ja               | Orgeln renoverades 1987 av Walter Thür Orgelbyggen AB, Torshälla.                                                    |
| 1965 | Västerås domkyrka       | Västerås   |      | 1        | -            | 4       | Ja/Ja               | Körpositiv. |
| 1965 | Graninge stiftsgård     | Stockholms |      | 2        | Självständig | 10      | Ja/Ja               | [ 15 ] |
| 1966 | Bodals kapell           | Stockholms |      | 1        | -            | 4       | Ja/Ja               | [ 15 ] |
| 1968 | Ullstorps kyrka         | Lunds      |      | 2        | Självständig | 13      | Ja/Ja               | [ 12 ] |
| 1969 | Kristina kyrka          | Västerås   |      | 3        | Självständig | 38      | Ja/Ja               | Fasaden är från 1758 års orgel byggd av Jonas Gren & Petter Stråhle, Stockholm.                                      |
| 1969 | Dalums kyrka            | Skara      |      | 2        | Självständig | 11      | Ja/Ja               | Fasaden är från 1778 års orgel byggd av Lars Strömblad.                                                              |
| 1970 | Trollbäckens kyrka      | Stockholms |      | 1        | -            | 4       | Ja/Ja               | Orgeln flyttades 1976 till Dalabergskyrkan. Orgeln flyttades 1984 till Lane-Ryrs kyrka där den används som kororgel. |
| 1971 | Jordbro kyrka           | Stockholms |      | 1        | Självständig | 6       | Ja/Ja               | [ 15 ] |
| 1972 | Tyska kyrkan, Stockholm | Stockholms |      | 1        | -            | 4       | Ja/Ja               | Kororgel. |